# Comuna Carașova, Caraș-Severin
Carașova (în croată: Karaševo, in sarba: Карашево, în maghiară: Krassóvár, în germană: Karaschowa) este o comună în județul Caraș-Severin, Banat, România, formată din satele Carașova (reședința), Iabalcea și Nermed.

## Geografie
Comuna Carașova face parte din județul Caraș-Severin, fiind situată în regiunea Banat, la o distanță de aproximativ 15 kilometri de reședința județului, municipiul Reșița. Arealul propriu- zis al comunei Carașova este mărginit de:
- arealul inclus municipiului Reșița, respectiv comunei Văliug în partea de nord- est și est;
- arealul comunei Bozovici, respectiv cel al orașului Anina în sud;
- arealele aferente comunelor Goruia și Dognecea în vest și nord vest;

Având o întindere de aproximativ 14.339 ha., și o altitudine de aproximativ 200 m., comuna Carașova este formată ca și unitate teritorial- administrativă din trei sate:Carașova, Iabalcea și Nermed.

### Relief
Munții Aninei fac parte din marea unitate a Munților Banatului, fiind situați în partea de vest a lor. În decursul timpului acești munți au avut denumiri diferite, o parte din ei fiind atașați munților Semenic.
Munții Aninei, cu înălțimea cea mai mare în vârful Leordis (1160m), au o suprafață de 770 kmp și o formă alungită pe direcția NNE-SSV. Morfologia Munților Aninei este caracterizată de prezența unor culmi și văi longitudinale, conforme cu structura geologică, orientate NNV–SSE. Ele sunt caracterizate printr-o energie mare de relief. Pe suprafața lor se întâlnesc o serie de forme exocarstice, cum ar fi: câmpuri de lapiezuri, doline, văi de doline, avene. Aceste platouri sunt tăiate de chei și văi carstice active sau temporar active: Cheile Carașului, Cheile Gârliștei, Valea Sodol, Valea Comarnic, Valea Raicovacea, Valea Șereniac, Valea Buhui, Valea Jejnița, Valea Mare( în versanții cărora sunt peste 300 de peșteri). În cadrul lor, cea mai mare suprafață, 600 kmp, o ocupă calcarele care se întind și în Munții Locvei, până la Dunăre, fiind cea mai mare și cea mai compactă suprafață calcaroasă din țara noastră, 807 kmp.
Din punct de vedere geografic, comuna Carașova se încadrează în munții Banatului, fiind cuprinsă în Depresiunea Carașovei, flancată la est de Munții Semenic, limitată la sud de prelungirea Munților Aninei, spre vest de Munții Dognecei, iar spre nord de Depresiunea Ezerișului, împreună cu care formează Culoarul Depresionar Caraș- Ezeriș.
Această depresiune a luat naștere datorită eroziunii diferențiale, exercitată pe roci cu durități diferite, are aproximativ 2,5 km lungime și aproximativ 0,6 – 1,5 km lățime, închisă fiind de curba de nivel de 200 m.
Depresiunea Carașova este străjuită din toate părțile de versanți. La nord-est este mărginită de abrupturi calcaroase (Lacila- 334 m.), la sud-est se află Șereniacul și Vârbița, către nord-vest și sud-vest versanții devin domoli, încununați de înălțimi ca Pinet (359 m.) și Goronice (445 m.)
Zona studiată este formată din:
- zona de luncă și terase joase (care au o pondere redusă, întinzându-se de o parte și de alta a râului Caraș, pe valea Gârliștei, și a altor văi, fiind alcătuite din nisipuri și pietrișuri);
- zona de câmpie înaltă și platouri, aflată în continuarea zonei de luncă, având un relief înclinat, brăzdat de văi naturale;
- zona de deal, cea mai frecvent întâlnită pe teritoriul comunei, luând forma unor culmi domoale, din care pornesc pinteni laterali (dealurile Carașovei, Răvișne, Goronice, Ponicva, Moghilița, Marinița, Gavevici, Socolovăț)
- zona de podișuri (podișul Teriei, Iabalcei, Suvac)

În planul de raionare geomorfologică a României, încadrarea sintetizată a comunei Carașova, cu localitățile aferente: Iabalcea și Nermed, localizează arealul în grupa podișurilor și a munților calcaroși din Reșița- Moldova Nouă, regiunea geomorfologică mediană în care predomină relieful carstic, reprezentat prin polii, doline(numite vârcane local, exemplu de vale de doline fiind Valea Iabalcei, lungă de 6 km, unde întâlnim aproximativ 50 de doline pe km²), chei(Cheile Carașului), cursuri de ape subterane, izbucuri.
Influența tectonicii, respectiv stilul tectonic jurasic efectiv, de cute, în zona Prolaz Iabalcea, a condiționat formarea unor suprafețe structurale și creste, ce contrastează uneori cu relieful platourilor cu doline și polii.
Zona Carașova este inclusă în categoria de carst carpatic, de orogen, cu climat submediteranean, fiind legată litogenetic mai ales de calcarele mezozoice: relieful se dezvoltă în trepte suspendate, bine drenate de o rețea hidrografică divergentă cu mare densitate și energie.
Pe malul stâng al Carașului avem un relief deluros, care prezintă spinări alungite în partea superioară, cu poieni în mare parte defrișate de localnici.
Localitatea Carașova se dezvoltă atât pe umerii terasei joase, înguste, ce jalonează albia râului Caraș, cât și pe zonele de versant amonte de aceasta. În perimetrul satului Nermed, constucțiile sunt dispuse de-a lungul râului cu același nume, afluent de dreapta a Carașului, iar localitatea Iabalcea, pe un platou piemontan, cu conducte morfologice slab conturate, este considerată a fi una dintre localitățile cu cele mai mici resurse de apă din țară.

### Geologia
Zona carstică Carașova este situată în partea vestică a acestei vaste arii de sedimentare a Unității Pânzei Getice, cunoscută în literatura de specialitate sub denumirea  de Sinclinoriul Reșița- Moldova Nouă. Sedimentarea sinclinoriului peste fundamentul cristalin s-a efectuat în cursul mai multor cicluri de sedimentare: 1 Carbonifer- Permian, 2 Triasic, 3 Jurasic- Cretacic Inferior, 4 Cretacic Superior, 5 Cuaternar.
Formațiunile geologice care aflorează în zona Carașova sunt nediferențiate sub aspect litofaciesal, aflate în raporturi de sedimentare discordantă și transgresivă cu ample lacune stratigrafice.
Cele mai vechi formațiuni din arealul Carașova sunt creditate de vârstă Carbonifer Superior, etalând din bază succesiunea:
- conglomerate poligenetice și gresii negre, în alternanță cu argile negre, care la diferite nivele prezintă intercalații lenticulare de cărbuni, orizontul este fosilifer;
- depozitele jurasice superior sedimentate sunt formațiuni predominant calcaroase, reprezentate prin calcare masive alb- gălbui, cu accidente silicoase, sferoidale, cu frecvente intercalații cu piroclastite peletice verzi și calcare dolomitice. Calcarele zaharoide ating grosimi considerabile (500m) în zona Iabalcea, ceea ce explica adâncimile impresionante ale Cheilor Carașului.

În lungul Carașului, aval de cheile Prolaz, au fost sedimentate pe fâșii înguste depozite fluviatile de terasă, în alternanță cu pinteni de conglomerate în care râul își taie direct albia. Grosimea acestor depozite este redusă(cca. 4–5 m.), elementele constitutive fiind elementele grosiere semirulate, de proveniență sedimentară.
În zonele de versant, fundamentul stâncos este parazitat de o crustă deluvială, reprezentând în general, o alterare “în situ” a rocii din subasment, cu fracții granulometrice în spectrul de argilă-nisip, de culoare cafeniu-roșiatică, dezvoltată pe grosimi variabile(0.5- 3.5m.).
Morfologia naturală a terenului , local a fost corectată prin intervenții antropice, rezultate în urma lucrărilor de sistematizare pe verticală. Materialul rambleiat, s-a depus în diferite puncte de intervenție, fără o compactare organizată, cu sortare prealabilă a elementelor granulometrice constitutive. Această crustă superficială, de umpluturi heterogene, marchează local stratificația naturală, inducând, prin gradul de afânare ridicat și heterogenitatea specifică, tasări diferențiale importante.

### Tectonica
Complexitatea structurii sedimentare a sinclinoriului Reșița –Moldova Nouă se reflectă foarte bine în zona studiată prin sistemele de cute cu orientare NNE- SSV, însoțite de falii longitudinale, transversale, oblice dispuse în sistem paralel, sau ramificat care au produs decroșări. S-au realizat în decursul  ciclurilor tectonice Prebaicalian, Baicalian, Hercinic și s-au definitivat în timpul tectogenezei alpine.
Principale structuri și falii din zonă, de la vest la est sunt:
- Falia Reșița- Carașova;
- Sinclinalul Valea Domanului- Valea Jitinului- Ilidia;
- Falia Polom;
- Anticlinalul Polom

### Hidrologia
Zona Carașova se înscrie în bazinul de recepție al râului Caraș, care în ansamblul său se prezintă sub dorma unui dreptunghi slab arcuit.
Râul Caraș își adună izvoarele de pe versantul vestic al masivului Semenic, și cel al munților Aninei- izbucul de la Cârmeală. Lungimea totală a râului este de 128 km(30 pe teritoriul Serbiei)și pe suprafața României drenează 1.148 kmp.
Lățimea maximă a bazinului de recepție se înregistrează în dreptul localității Carașova cu un coeficient de asimetrie de 0, 594. Panta medie pe bazin prezintă variații, fiind provocate de evoluția specifică a reliefului carstic.
În zona de carst lipsește rețeaua hidrografică de suprafață, apele meteorice fiind preluate de numeroase doline și dirijate spre cursurile subterane ale văilor ca o caracteristică generală a bazinului hidrografic Caraș.
În arealul Carașova, se remarcă o sărăcie a cursurilor afluente în flancul estic al cuvetei sedimentare mezozoice, colmatate cu roci carbonatate. Din zona Comarnic, unde râul înregistrează o irigație spre vest, străbătând transversal formațiunile calcaroase, până la Carașova situația se menține neschimbată.
Afluenții recepționați de râul Caraș în zona superioară și medie a bazinului sunt:
- Pârâul Comarnic- afluent de dreapta, H med.= 664 m; L= 5 km.; S= 9 kmp;
- Pârâul Gârliște-  afluent de stânga, H med.= 335 m; L= 16 km.; S= 53 kmp;
- Pârâul Nermed- afluent de stânga, H med.= 367 m; L= 7 km.; s= 12 kmp;

Distribuția modestă a arterei afluente în zonele de carst, pe cursul superior și parțial mediu al Carașului, se explică prin traversarea pachetului gros de depozite carbonate hidrosolubile, afectate de procese profunde de carstifiere.
Apele meteorice scăzute pe acest areal se infiltrează în lungul fisurilor și a golurilor carstice, în adâncime, urmând trasee de circulație difuze. La distribuirea rețelei hidrografice minore, contribuie în mod vădit și răspândirea inegală a pădurilor și creșterea indicelui de ariditate.
Vehicularea unor volume de ape într-un timp limitat, cu valori superioare debitelor medii multianuale, sunt cauzate de:
- Precipitațiile scăzute;
- Factorii morfometrici;
- Permeabilitatea solului și gradul de umezire;
- Permeabilitatea și structura geologică.

Debitul mediu multianual al râului Caraș, înregistrat la stația hidrometrică Carașova este de Q= 1,99 mc/s.
Sursele de alimentare ale bazinului sunt mixte, surselor subterane revenindu-le o pondere relativ mare, datorită extensiei calcarelor pe un areal amplu, a căror diaclazare și carstifiere permite o bună circulație a apelor subterane.
Caracteristicile fizico-chimice ale apei Carașului: aparține clasei de mineralizare bicarbonatată calcică, cu conținut redus de sulfați și cloruri, gradul de mineralizare variază între mic și mediu, materiile în suspensie provin din eroziunea solului.
În zona localității Carașova sunt 12 izvoare permanente,unul temporar și cavitatea debitoare temporar Peștera Lizlonea ce au debite cuprinse între 0.1 și 60 l/s. Au o dispunere altimetrică între 200 și 205 m. Aceste izvoare situate la nivelul de bază local sunt alimentate inclusiv de către pierderile din albiile pârâurilor : Curiacița, Budiniac, Sereniac, Raicovacea ce s-au format în zona de aflorare a depozitelor impermeabile. De remarcat este faptul că unul din izvoare are emisie de gaze și temperaturi cuprinse între 12 grade C- 18 grade C, în funcție de aportul de apă carstică. Cazul particular îl constituie Peștera Lizlonea, care devine o exurgență la 215 m. altitudine, alimentată numai de apele de infiltrație.
În concluzie, manifestările hidrologice ale carstului in zona Carașova, prezintă particularitățile:
- permeabilitatea ridicată a rocilor carstice;
- acțiunea intensă a proceselor eroționale de suprafață;
- lipsa rețelei hidrografice în zona platourilor carstice(sat Iabalcea), reducerea evidentă  a rețelei hidrografice (sat Nermed), unde suprafața este presărată cu numeroase doline, prin care apele de precipitație pătrund rapid în adâncimea masivului calcaros;
- existența râurilor care își pierd  apele parțial sau total, cu formare de văi seci (ogaș Nermed);
- alimentarea suplimentară a râului Caraș cu ape carstice;
- existența unor izvoare carstice( puncte de descărcare a apelor carstice  și de filtrație, cu activitate în general intermitentă, și debite variabile)- versant stâng Caraș;
- alimentarea pânzei freatice se realizează mixt, din infiltrațiile apelor meteorice, din exfiltrațiile manifestate în albia râului la cote mari, din alimentarea suplimentară cu ape carstice.

### Solurile
Reprezentative pentru acest areal sunt solurile zonale, determinate în mod direct de climă, vegetație și litologie. Reprezentative pentru acest tip sunt următoarele tipuri de soluri:
- Rendzimele, dezvoltate pe un substrat calcaros și în condițiile unui climat umed, ocupă suprafețe mari în zonă. Pe versanții puternic înclinați,datorită levigării, se formează regosoluri rendzinice.
- Argiluvisolurile, condiționate de existența vegetației forestiere sunt reprezentate de luvisolurile albice, prezente în vestul munților Aninei, în zonele cu evapotranspirație redusă, pe material parental grosier.
- Cambisolurile, caracteristice pădurilor de fag, apar în zonă pe următoarele subtipuri:

-	soluri brune eu-mezobazice pe materiale eluviale și proluviale, pe platourile calcaroase;
-	terra-rosa formate pe un substrat calcaros;
Solurile azonale se împart în :
-	solurile hidromorfe, soluri gleice în lunca râului Caraș;
-	erodisoluri, pe suprafețe foarte înclinate, formate prin îndepărtarea orizonturilor superioare, mai ales pe versanții vestici ai munților Aninei;
-	protosoluri antropice, pe halde de steril, gropi de gunoi, sau dispuneri de material pământos de la diferite lucrări de construcții.
Solurile au un scăzut conținut de humus, fiind slab aprovizionate cu azot, fosfor mobil și bine aprovizionate cu potasiu.

### Clima
Poziția geografică a zonei Carașova este determinantă pentru raionarea climatică a arealului pe care se dezvoltă comuna cu același nume.
Încadrarea în ansamblul climatic al teritoriului României definește zona ca făcând parte din arealul climatic continental moderat submediteranean, cu predominanța frecvenței anilor călduroși față de cei răcoroși.
O caracteristică a zonei o reprezintă faptul că anotimpurile tranzitive lipsesc aproape complet, detențele termice manifestându-se brusc și cu amplitudini mari.
În ceea ce privește regimul precipitațiilor, datele statistice indică valori medii multianuale de 873.5 mm.
Valorile moderate ale parametrilor climatici sunt o consecință a extinderii efectelor Anticiclonului Azoric, situându-se în limitele:
a)	temperatura aerului:
- iarna: 0,2 grade C;
- primăvara: 11,2 grade C;
- vara: 20,8 grade C;
- toamna: 11,4 grade C;

Efectul brumei se manifestă în intervalul octombrie- aprilie, media anuală a
zilelor fără brumă  fiind de 172 zile.
Nebulozitatea zonei este dependentă de regimul de circulație al curenților de aer, determinându-se pe anotimpuri o medie multianuală, distribuită astfel:
- iarna: 7;
- primăvara : 6;
- vara: 4,6;
- toamna: 5,4;
- anuală: 5,8 ;

b)precipitații(mm):
- cantitatea medie multianuală: 873.5 mm;
- cantitatea lunară maximă, mai- iunie 92,9- 120,9 mm;

c)activitatea eoliană, este sub dominarea circulației zonale din V și NV. Frecvența medie pe anotimpuri indică direcțiile dominante de deplasare a maselor de aer:
- iarna: 46,6 % NV;
- primăvara: 40,6% NV;
- vara: 43,6% NV;
- toamna: 58,0 %NV;

### Vegetația și fauna
Datorită reliefului, morfologiei, geologiei, florei și faunei, pe teritoriul județului Caraș – Severin s-a impus necesitatea protejării unor areale de excepție prin înființarea a 3 parcuri naționale, 1 parc natural, 50 rezervații, precum și propunerea în prezent a noi obiective. Parcul Național Semenic-Cheile Carașului este situat în partea centrală a județului Caraș-Severin, ocupând o suprafață de 36.364,8 ha ce include 10 rezervații declarate (14.420,8 ha) și 8 rezervații propuse. Limita sa vestică este în dreptul localității Carașova, ceea ce înseamnă că peste 60% din arealul comunei este inclus în Parcul Național, considerând zonele tampon.
Importanța prezenței acestui Parc Național pentru comunitatea carașovenească se regăsește atât în aspectele de conservare a mediului cât și în  considerentele referitoare la     activitățile economice monitorizate, considerând restricțiile.Din cele 10 rezervații ale Parcului Național Semenic- Cheile Carașului, 2 se află sub administrația comunei Carașova(rezervațiile speologice Peștera Comarnic și Peștera Popovăț). 
Rezervația mixtă Cheile Carașului deși este parțial identificată pe teritoriul comunei, este administrată de Direcția Romsilva. 
Cele 8 rezervații speologice propuse se afla în întregime în arealul comunei vor fi și ele administrate de către comuna Carașova (rezervațiile sunt propuse de Asociația Exploratorii Reșita și sunt: Peștera Exploratorii, Peștera Răsuflătoare, Peștera 2 Mai, Peștera Ramonei, Avenul Bizonului, Avenul dintre Brândușe, Peștera Frumoasă, Peștera SpeoSport 77)

#### Vegetația
Zonarea pe verticală a vegetației este condiționată de altitudine, climă, sol, la care se adaugă orientarea culmilor, particularitățile topoclimatice, constituția geologică,precum și influențe exercitate de către om asupra peisajului.
Suprafața terenurilor acoperite cu vegetație forestieră în arealul comunei Carașova este de 6.637 ha. 
Zona stepei și silvostepei
În luncile râurilor întâlnite în arealul acestei comune cresc arbori specifici cum ar fi, cum ar fi: plopi (Plopus alba), sălcii (Salix alba, Salix trianorla), ulmi (Ulmus campestre).
Zona pădurilor
- Etajul quercineelor: este alcătuit din cer, garniță, tei, stejar pufos.
- Etajul fagului: văile și depresiunile adăpostite de vânt precum cele întâlnite în acest areal oferă condiții optime pentru asociațiile de fag. Fagul constituie specia principală care determină aspectul general al pădurilor din Munții Banatului și are o extindere altitudinală neobișnuit de largă. Fagul este prezent în amestec cu ulmul de munte (Ulmus montana), paltinul (Acer pseudoplatanus), iar în partea superioară se amestecă cu bradul (Abies alba) și molidul (Picea escelsa). Ca și fagul, bradul coboară la altitudini surprinzător de mici, față de condițiile climatice generale ale regiunii. Gorunul, este și el prezent, cu o răspândire mai mare decât a bradului, alcătuind arborete alături de făgete pe versanții însoriți.

Pădurile de fag ocupă suprafețe întinse în comună pornind de pe culmea Certej -Pușcașul Mare spre nord, ajungând în arealul sudic al comunei, prelungindu-se pe toată partea estică a acesteia și survenind sub formă de petice, acolo unde condițiile permit apariția lor, în interiorul comunei. În unele cazuri ele apar în amestec cu pădurile de gorun sau brad. Secundar mai apare carpenul, paltinul, ulmul, frasinul și altele. Pădurile de gorun apar sub forma de petice la sud de Reșita, la est de Ciudanovița și la sud de Caraș. În cadrul pădurilor, pajiștile și terenurile agricole ocupă suprafețe mici. Ele predomină în podișul calcaros al Iabalcei, la sud-est de dealul Bucitul, la est de localitatea Carașova și în podișul calcaros Ravniștea.
Întâlnim un habitat cu aspect de tufe răzlețe cu puține specii în compoziția floristică, situate pe pereți calcaroși sau versanți abrupți cu lapiezuri și procent ridicat de rocă nudă.
Elementele ce alcătuiesc asociații specifice pentru zona calcaroasă din Cheile Carașului - Cheile Gârliștei, prezintă o mare varietate floristică explicabilă prin varietatea microbiotopurilor și prin interferența la acest nivel a mai multor unități de vegetație.
Stratul arbuștilor măsoară 4–6 m fiind compus din Syringa vulgaris (liliac) și Fraxinus ornus (frasin) cu relativa participare a speciilor Cotinus coggygria (scumpie), Prunus mahaleb (vișin turcesc), Cornus mas (corn), Crataegus monogyna (păducel), Acer campestre (jugastru), mai rar a speciilor Carpinus orientalis (carpen), Acer monspessulanum (jugastru de Banat), Corylus colurna (alun), Cotoneaster nebrodensis( bârcoace), și Rhamnus cathartica ( spinul cerbului).
Stratul erbaceelor este extrem de eterogen, fiind dominat de un ansamblu de specii balcanice și mediteraneene circumscriind asocierea vegetației termofile din sud-estul Europei: Scabiosa columbaria (sipică), Stachys recta subsp. leucoglossa (jaleș), Dianthus giganteus subsp. banaticus (garoafă), Echinops bannaticus, Cephalaria laevigata, Hypericum rochellii, Alyssum petraea (albiță) și Acinos alpinus subsp. Majoranifolius (Calamintha alpina subsp. hungarica) (izmă); aceste specii constituie împreună cu Syringa vulgaris și Fraxinus ornus componentele de bază ale acestei grupări.
Flora erbaceelor este frecvent compusă din specii rupicole cum ar fi: Asplenium rutamuraria (ruginiță), Asplenium trichomanes (strașnic), Asplenium ceterach, Draba lasiocarpa, Sesleria rigida (coada iepurelui), Dianthus petraeus, Seseli rigidum (buruiana vântului) și Melica ciliata (mărgică), care marchează eterogenitatea substratului, alături de plante transgresive din asocierile de padure din apropiere, cum ar fi: Heleborus odorus(spânz), Geranium robertianum (năpraznică) etc.
Arbuștii Syringa vulgaris cu Fraxinus ornus sunt rezultatul colonizării primare a versanților stâncoși, unde au o compoziție relativ constantă, pe când vegetația învecinată a suferit modificări importante cauzate de evoluția climei și de procesele de auto-geneză caracteristice perioadei post-glaciare.

#### Fauna
Prin varietatea, bogăția și originalitatea ei, fauna nu rămâne cu nimic mai prejos decât flora. Și pentru faună, acest ținut cu un climat aparte reprezintă limita nordică a arealului de răspândire a multor specii. 
Din cercetările efectuate în Munții Aninei a rezultat că această zonă reprezintă un refugiu din timpul glaciațiunilor care a permis supraviețuirea unor specii terțiare ca: Amphimellania holandri dintre nevertebrate și Cobitis elongata dintre vertebrate.
Fauna de nevertebrate este dominată de coleoptere și opilionide, urmate de colembole, arahnee, chilopode, izopode, orthoptere, formicide, gasteropode, larve de diptere ș.a.. Unele gasteropode ca: Carpathica langi, Zenobiella umbrosa sunt endemice, iar dintre plecoptere unele sunt considerate endemisme carpatice: Nemoura carpathica, Chloroperla kisi.
Păsările – privighetoarea, mierla, cucul, sturzul – abundă în regiune în toate anotimpurile.
Lumea animală este bine reprezentată prin numeroasele exemplare de reptile, dintre care unele se află pe cale de dispariție. Tipurile reprezentative sunt: vipera cu corn (Vipera ammodytes) –întâlnită în regiunile calcaroase ale Cheilor Carașului ..
Dintre animalele specifice pădurilor de foioase frecvente sunt lupul, șoarecele gulerat, veverița, pârșul, jderul de pădure, mistrețul, căprioara, iepurele, cocoșul de munte, ierunca.
Rețeaua de ape a comunei este bogată, iar numărul speciilor de pești cunoaște o mare varietate față de alte regiuni ale țării. Râurile sunt bogate în păstrăvi indigeni (Salmo trutta fario), păstrăv curcubeu (Salmo irideus), zlăvoaca (Cottus gobio).

## Demografie
Componența etnică a comunei Carașova
     Croați (86,48%)
     Români (6,29%)
     Romi (2,06%)
     Alte etnii (0,75%)
     Necunoscută (4,43%)
Componența confesională a comunei Carașova
     Romano-catolici (88,69%)
     Ortodocși (6,17%)
     Alte religii (0,51%)
     Necunoscută (4,63%)
Conform recensământului efectuat în 2021, populația comunei Carașova se ridică la 2.529 de locuitori, în scădere față de recensământul anterior din 2011, când fuseseră înregistrați 3.110 locuitori. Majoritatea locuitorilor sunt croați (86,48%), cu minorități de români (6,29%) și romi (2,06%), iar pentru 4,43% nu se cunoaște apartenența etnică. Din punct de vedere confesional, majoritatea locuitorilor sunt romano-catolici (88,69%), cu o minoritate de ortodocși (6,17%), iar pentru 4,63% nu se cunoaște apartenența confesională.

## Unități de cult
- Biserica “Adormirea Maicii Domnului” – Carașova
- Biserica “Sfântu Iacob” – Nermed
- Biserica “Nașterea Maicii Domnului” – Iabalcea
- Drumul Crucii – Capela Calvaria
- Izvorul Sfânta Maria – Carașova[7]

## Politică și administrație
Comuna Carașova este administrată de un primar și un consiliu local compus din 11 consilieri. Primarul, Ivan Hațegan[*], de la Partidul Social Democrat, este în funcție din 1 noiembrie 2024. Începând cu alegerile locale din 2024, consiliul local are următoarea componență pe partide politice:
|  | Partid                        | Consilieri | Componența Consiliului | Componența Consiliului | Componența Consiliului | Componența Consiliului |
|  | ----------------------------- | ---------- | ---------------------- | ---------------------- | ---------------------- | ---------------------- |
|  | Partidul Social Democrat      | 4          |                        |                        |                        |                        |
|  | Partidul Național Liberal     | 3          |                        |                        |                        |                        |
|  | Uniunea Croaților din România | 3          |                        |                        |                        |                        |
|  | Alianța Dreapta Unită         | 1          |                        |                        |                        |                        |